# Entrada elevada

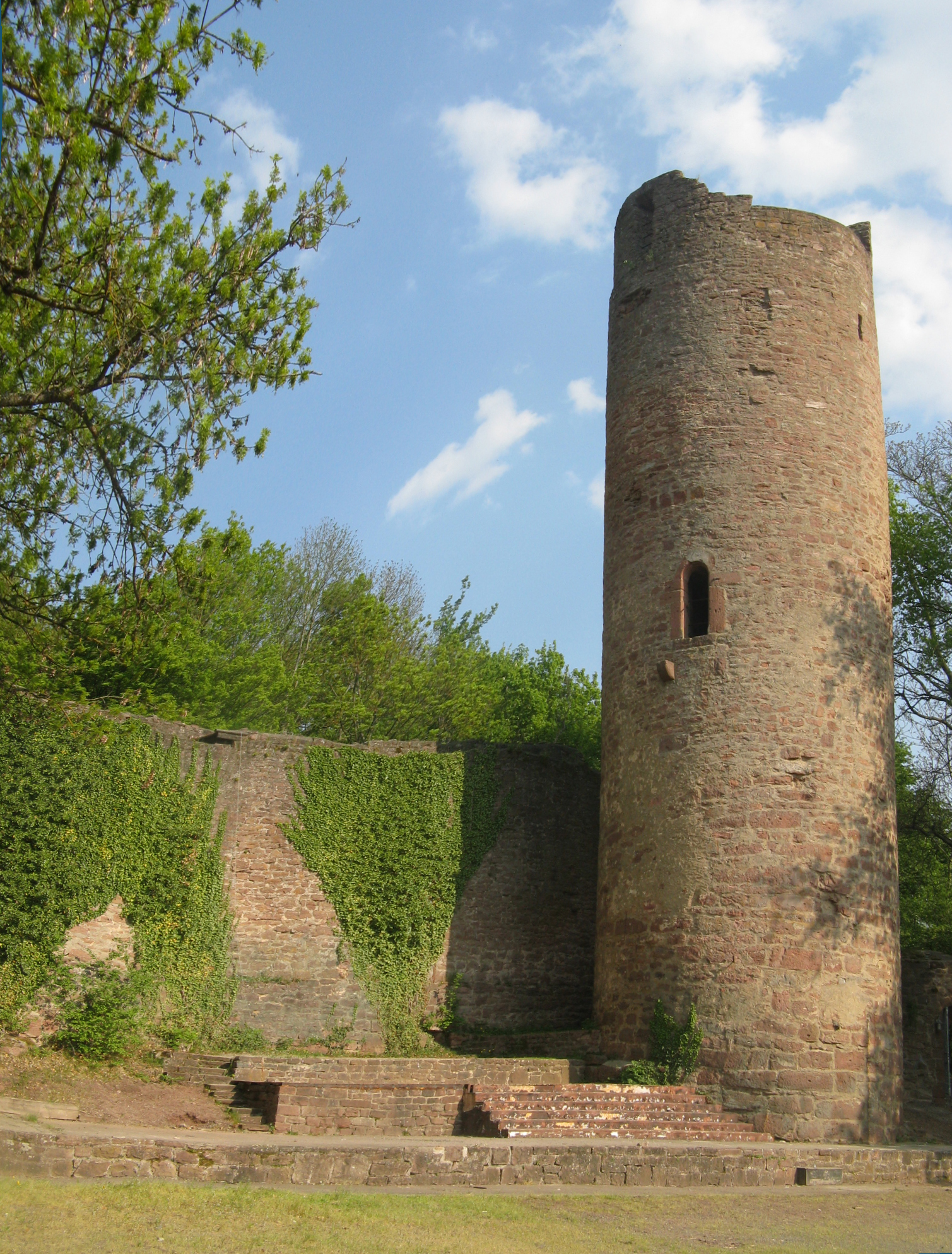
Entrada elevada del bergfried del castillo de Scherenburg.

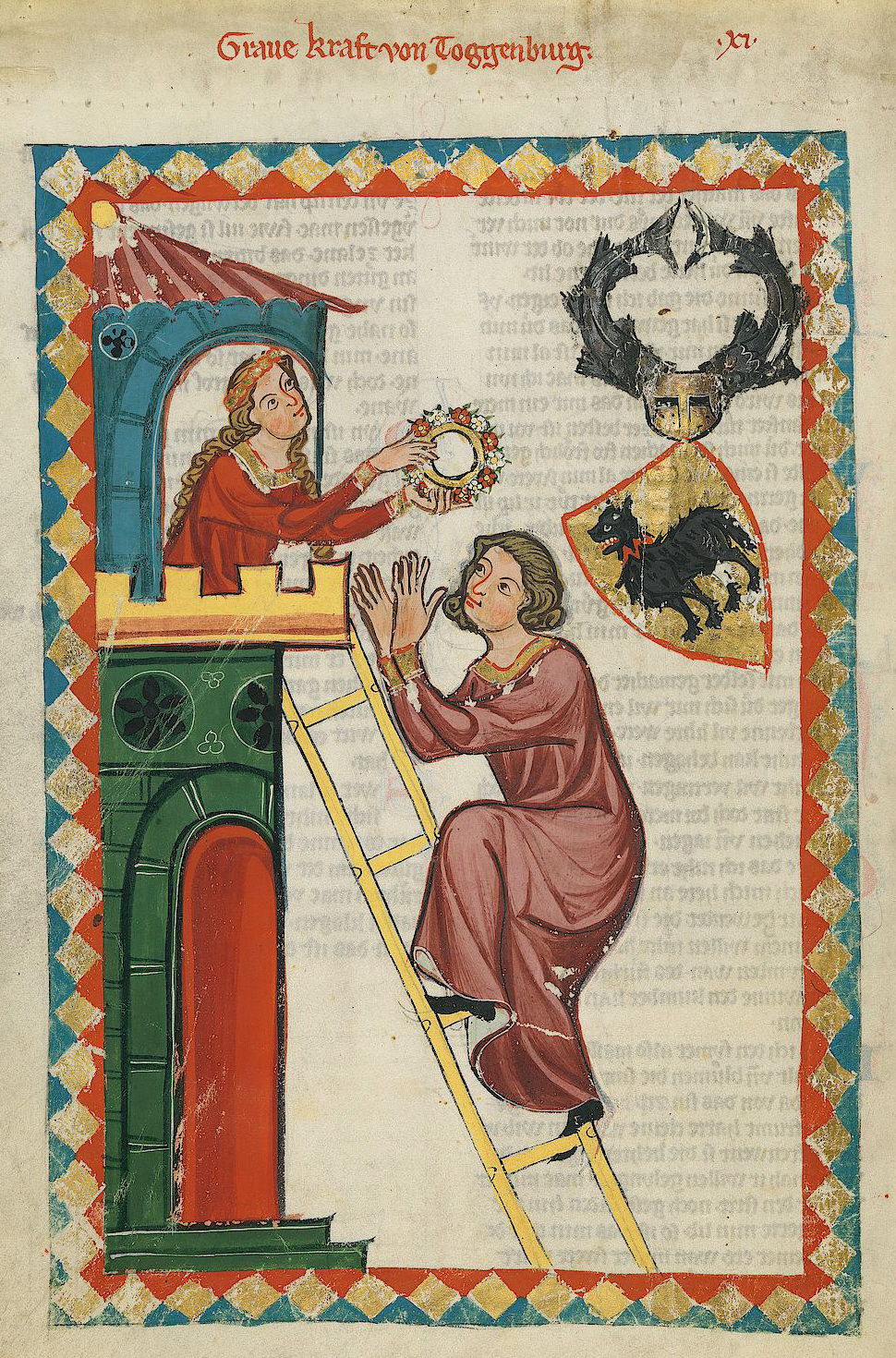
Codex Manesse, subida con escalera de madera.

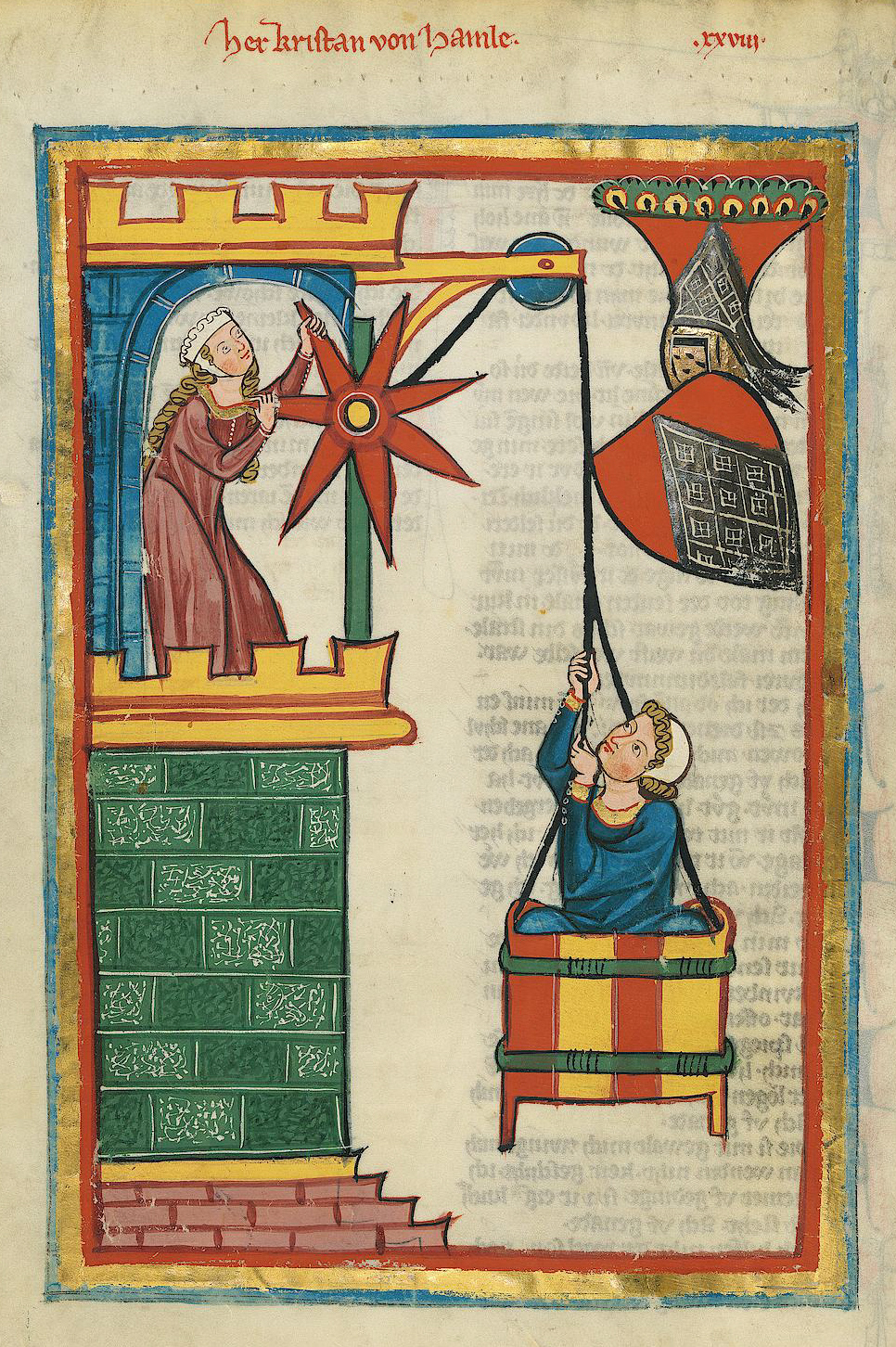
Codex Manesse, el polipastro y la canasta como medio de acceso.

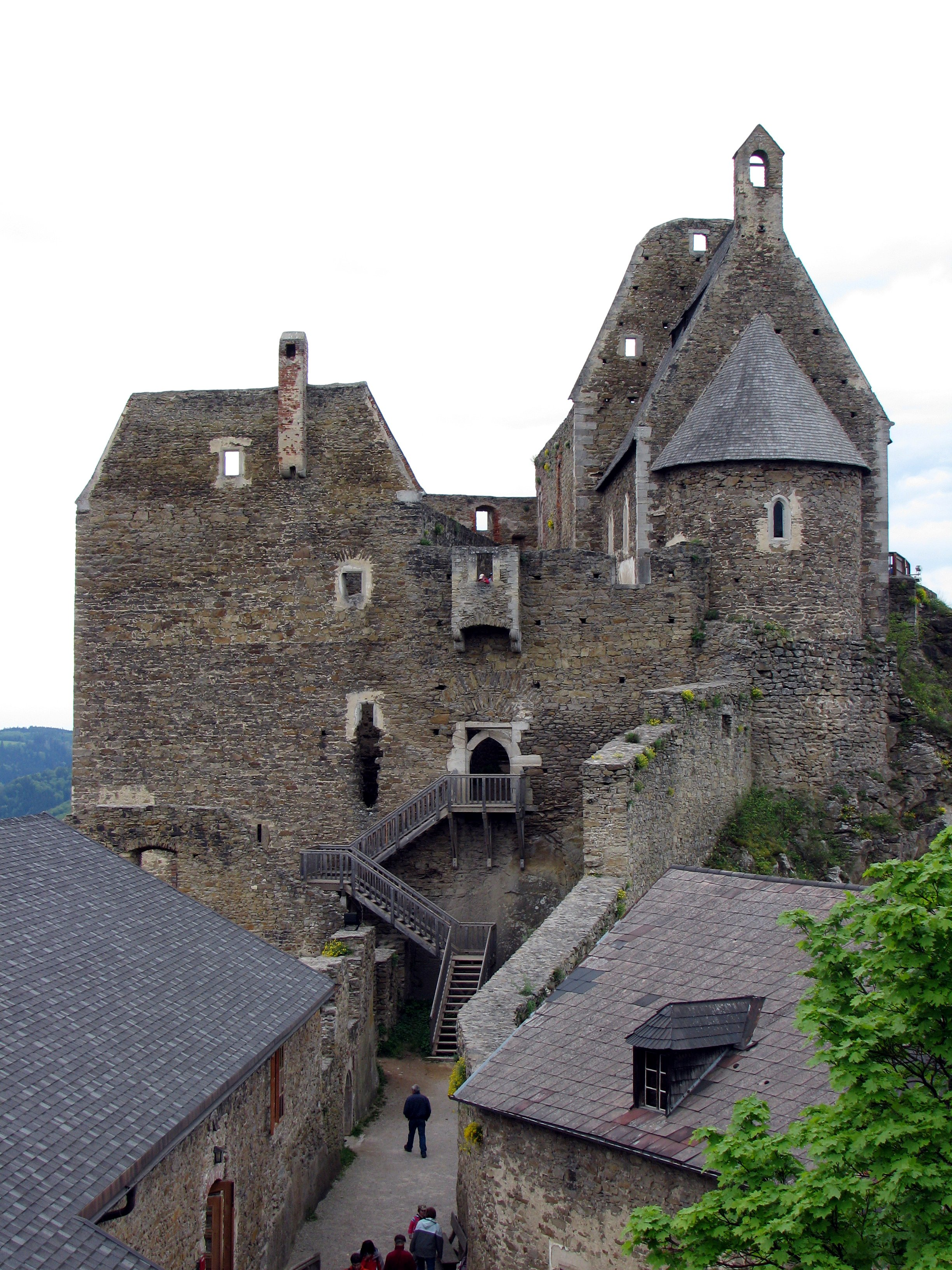
Patio interior del castillo de Aggstein en el Danubio.

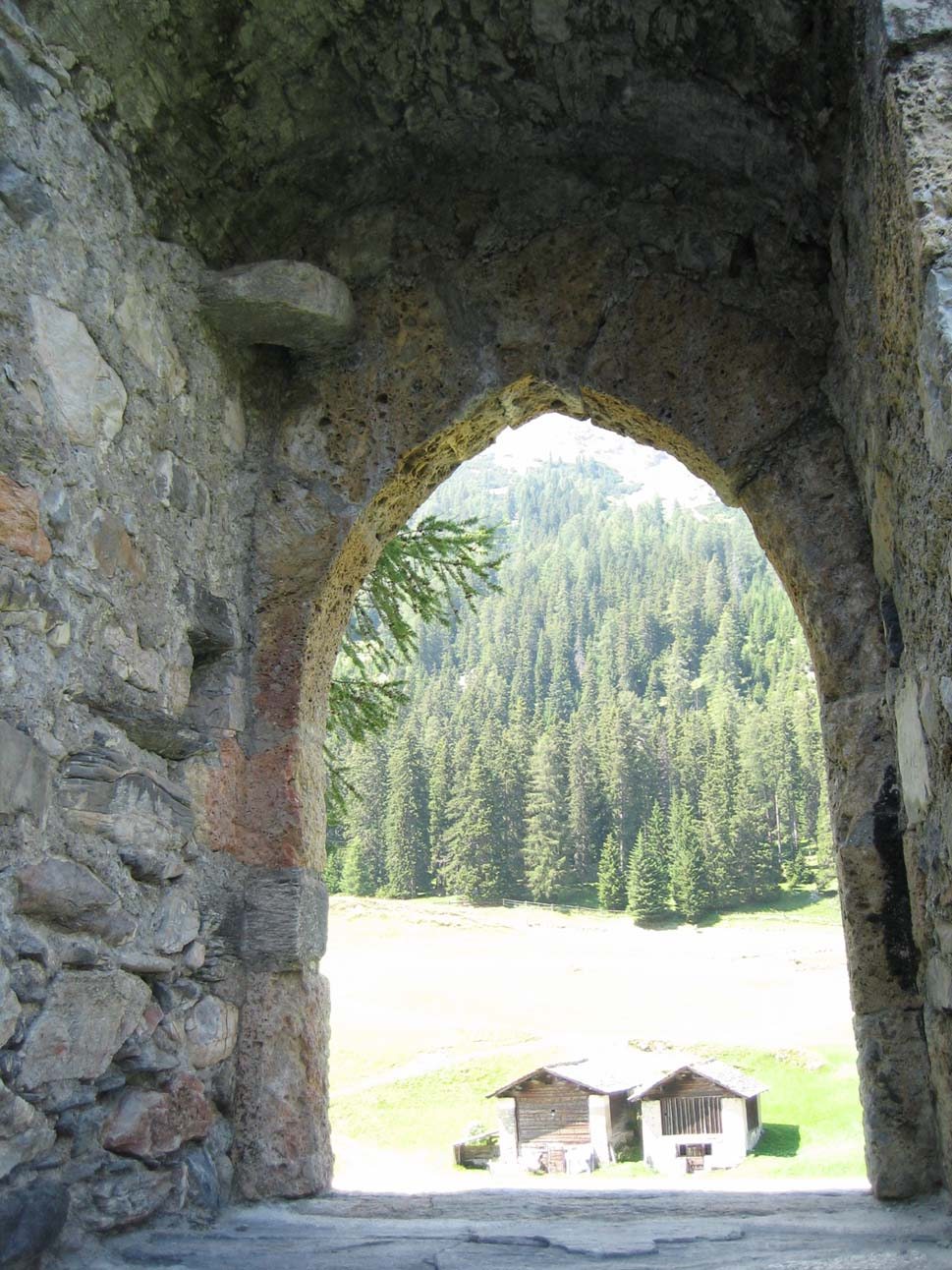
Vista desde la entrada elevada del castillo de Splügen, en los Grisones.

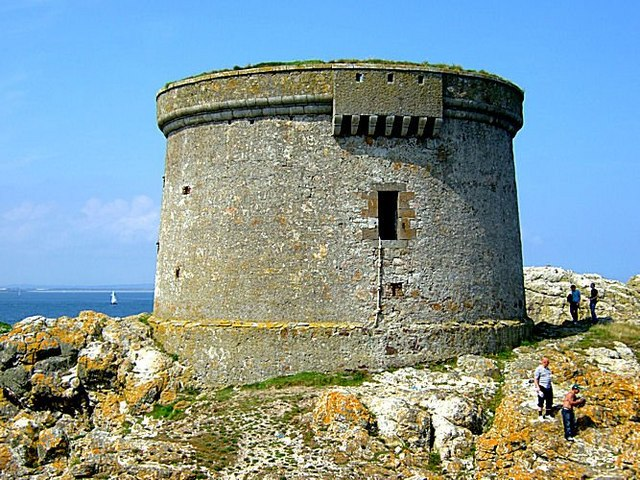
Una torre Martello en la costa de Irlanda.

Una entrada elevada es un tipo de entrada, común en los diseños de los castillos medievales, que no es accesible desde el nivel del suelo, sino que se encuentra al nivel de un plano superior. La entrada elevada es la abertura más cercana al suelo y a menudo el único acceso a un castillo o residencia fortificada. En el caso de las torres circulares, una gran abertura en el muro principal al nivel del suelo era una potencial flaqueza y los expertos en el diseño de castillos sostenían que la entrada sobreelevada servía tanto al objetivo estructural como al defensivo.
Las entradas elevadas eran ya utilizadas en la antigüedad clásica, por ejemplo, en las numerosas torres de guardia del limes romano.

## Las entradas elevadas en los castillos medievales
La mayoría de las entradas elevadas se encontraban entre cinco y diez metros sobre el nivel del suelo y daban al lado del patio para protegerlas del fuego de los proyectiles. Sin embargo, varios ejemplos se ubicaron en lugares bastante inadecuados, por ejemplo, sobre el exterior del castillo. Raramente las alturas superan los 15 m. Por lo general, la entrada solo era accesible desde otro edificio en las inmediaciones que en ocasiones aún es discernible arqueológicamente. Hoy en día, muchas entradas elevadas están a solo dos o tres metros del suelo porque el nivel del suelo original, a menudo varios metros más abajo, se ha llenado con escombros de edificios.
Por lo general, se llegaba a la entrada elevada por una escalera de madera o piedra o desde una pasarela desde otra parte del edificio. Inmediatamente enfrente de la entrada solía haber una plataforma de madera; en escaleras particularmente largas podría haber descansos intermedios. Una escalera empinada y un rellano estrecho frente a la entrada dificultaban a los atacantes el uso de equipo de demolición pesado, como arietes. A menudo han sobrevivido las ménsulas o los agujeros de las vigas bajo la entrada. Incluso con frecuencia los accesorios de las escaleras de madera originales siguen siendo visibles. En varios casos, a las entradas elevadas construidas a finales de la Edad Media o principios de la Edad Moderna mediante torres con escaleras de caracol.
Ocasionalmente, la entrada elevada también estaba custodiada por un pequeño puente levadizo. Las escaleras de madera a menudo estaban protegidas de la intemperie con un pórtico. Tal estructura se muestra en una imagen votiva de 1449 del constructor de castillos (Burgpfleger) bávaro, Bernd von Seyboltsdorf (Schärding, Alta Austria). La entrada del mirador se abre lateralmente y se accede a través de una escalera de madera completa, con barandillas y claramente fijada.
La forma más sencilla de acceso era una escalera móvil que se podía retirar rápidamente en caso de ataque. En los castillos permanentemente ocupados, sin embargo, este tipo de acceso casi nunca se utilizó. Ciertamente, ocasionalmente se usaron escalas de cuerda. Tener una escalas de cuerda o incluso una simple cuerda lista tendría sentido si no se pudiera arrastrar una escalera de madera más larga al edificio. Varios autores, como Hans Max von Aufseß incluso sugieren que las escalas de cuerda podrían haber sido el medio más común para entrar y salir del edificio.
Una miniatura del Codex Manesse (Her Kristan von Hamle) muestra cómo un hombre es izado en una canasta hasta una entrada elevada por una mujer con la ayuda de una cuerda. Esto es representativo de un motivo común que es particularmente bien conocido de las Leyendas de Virgilio de la Edad Media (Virgilio en la canasta). La dama amada por Virgilio promete encontrarse con él por la noche en su habitación de la torre, llevándolo a su habitación en una canasta. Sin embargo, deliberadamente deja la canasta colgando a la mitad y Virgilio abandonado se convierte en el hazmerreír de la gente local a la mañana siguiente cuando lo ven allí. Los dichos alemanes "dejar a alguien colgando en el aire" (jemanden in der Luft hängen lassen) y "dar a alguien una cesta" (einen Korb geben) probablemente se remontan a esta leyenda. No está claro si los elevadores de cuerda de este tipo se utilizaron ampliamente, ya sea para mercancías o para levantar personas. En la literatura científica más reciente del castillo, el ascensor de cuerda rara vez se ve como un método para llegar a una entrada elevada.
No obstante, siglo XIX, August Essenwein vio el elevador de cuerda como un sistema de entrada común. Por ejemplo, en sus numerosas impresiones artísticas de los castillos medievales, a menudo se puede ver a las personas subidas a las torres con un simple ascensor. El investigador de castillos, Otto Piper, le cuestionó en su conocida obra Burgenkunde porque en caso de peligro el uso de un ascensor de este tipo no era práctico en su opinión y en cualquier caso siempre necesitaría de una segunda persona en la torre para operar el elevador. Pero también reconoció el problema de subir con una larga escalera de madera a una entrada elevada. Su opinión era que se las arreglarían con una estructura fija de madera o piedra al pie del edificio. Luego, se podría usar una escalera de madera corta, fácilmente recuperable, para llegar a la entrada elevada. Varios investigadores tempranos de castillos, como Karl August von Cohausen, dedujeron de esta afirmación que las escaleras de madera largas que no se podían estibar dentro del edificio, se levantaban y se fijaban a la pared exterior.
Lo que sí es verificable es el uso de dispositivos elevadores en algunos ejemplos de la cultura ortodoxa. Bien conservado está el mirador del ascensor de cuerda de madera del Monasterio de Santa Catalina en el Monte Sinaí que, hasta el siglo XX, fue la única entrada al castillo del monasterio fuertemente fortificado. El cabrestante tenía que ser manejado por cuatro monjes simultáneamente. La entrada elevada se utilizó en este caso principalmente como defensa contra las incursiones beduinas.
Considerablemente más espectaculares son los polipastos de los monasterios y ermitas alrededor del monte Athos, algunos de los cuales todavía son accesibles hoy en día por estos medios. No obstante, los veinte grandes monasterios también tenían puertas de entrada. Varios monasterios egipcios también solían ser accesibles solo mediante elevadore. Los elevadores de cuerda más largos conducían a las abadías de Meteora en el norte de Grecia. Estos sistemas se construyeron sobre poderosas torres de roca; por lo que no eran entradas elevadas clásicas. Estos ejemplos muestran que también podrían haberse instalado pequeños cabrestantes en las estructuras de madera de las entradas elevadas medievales. Sin embargo, no hay huella de dispositivos elevadores en el interior del edificio.
En casos particulares, es posible que las grúas de construcción para una torre o edificio se dejen en su lugar y se utilicen después de que se completara la estructura. Una imagen en el Weltchronik de Rudolf von Ems (1340) muestra dos grúas de carga de este tipo. Uno se trabaja con un cabrestante y el otro con una polea. Se reconstruyó una grúa de construcción medieval con polea en el castillo de Fleckenstein en Alsacia y se colocó en una abertura elevada en la pared rocosa de la sala interior. La representación en el Weltchronik también muestra material subido por una escalera de madera.
Normalmente, las entradas eran tan estrechas y los dinteles tan bajos que solo una persona a la vez podía entrar al interior del edificio o torre. Sin embargo, la entrada elevada del castillo Tirol tiene aproximadamente 1,25 metros de ancho y más de 3 m de alto. Las puertas de entrada se diseñan generalmente como arcos de medio punto, más raramente como arcos góticos. Las entradas medievales tardías a veces tienen dinteles rectos o escalonados e incluso arcos de trébol como en el castillo de Kronsegg, Baja Austria). Los marcos de las puertas suelen ser muy sencillos, pero a veces se usan adornos para decorar el marco. Los escudos de armas y el año de construcción no datan de antes de la Baja Edad Media.
Las puertas de entrada de madera a veces se revestían con hierro o pizarra para reducir el riesgo de incendio. Sin embargo, las puertas originales de la Edad Media rara vez han sobrevivido. En el interior, las puertas de enlace solían estar aseguradas con vigas de bloqueo.
A veces, las entradas a grupos enteros de edificios o secciones de un castillo se protegían mediante una elevación. Por ejemplo, la puerta del pabellón interior de la fortaleza de Aggstein (en Wachau) está a unos seis metros por encima del nivel del patio del pabellón exterior. En el Küssaburg en Baden, la puerta del pabellón interior está a cuatro metros del suelo y probablemente se alcanzó con un ariete de madera.
También hay ejemplos de castillos en el Oriente Próximo y el Cáucaso que tienen entradas elevadas. La función de la puerta de entrada externa en el quinto piso de la Torre de la Doncella en Bakú sigue siendo un misterio en la actualidad. Los restos de muros y bóvedas que hay en el suelo podrían apuntar a una estructura de acceso, como una escalera, que fue demolida.

## Función y simbolismo

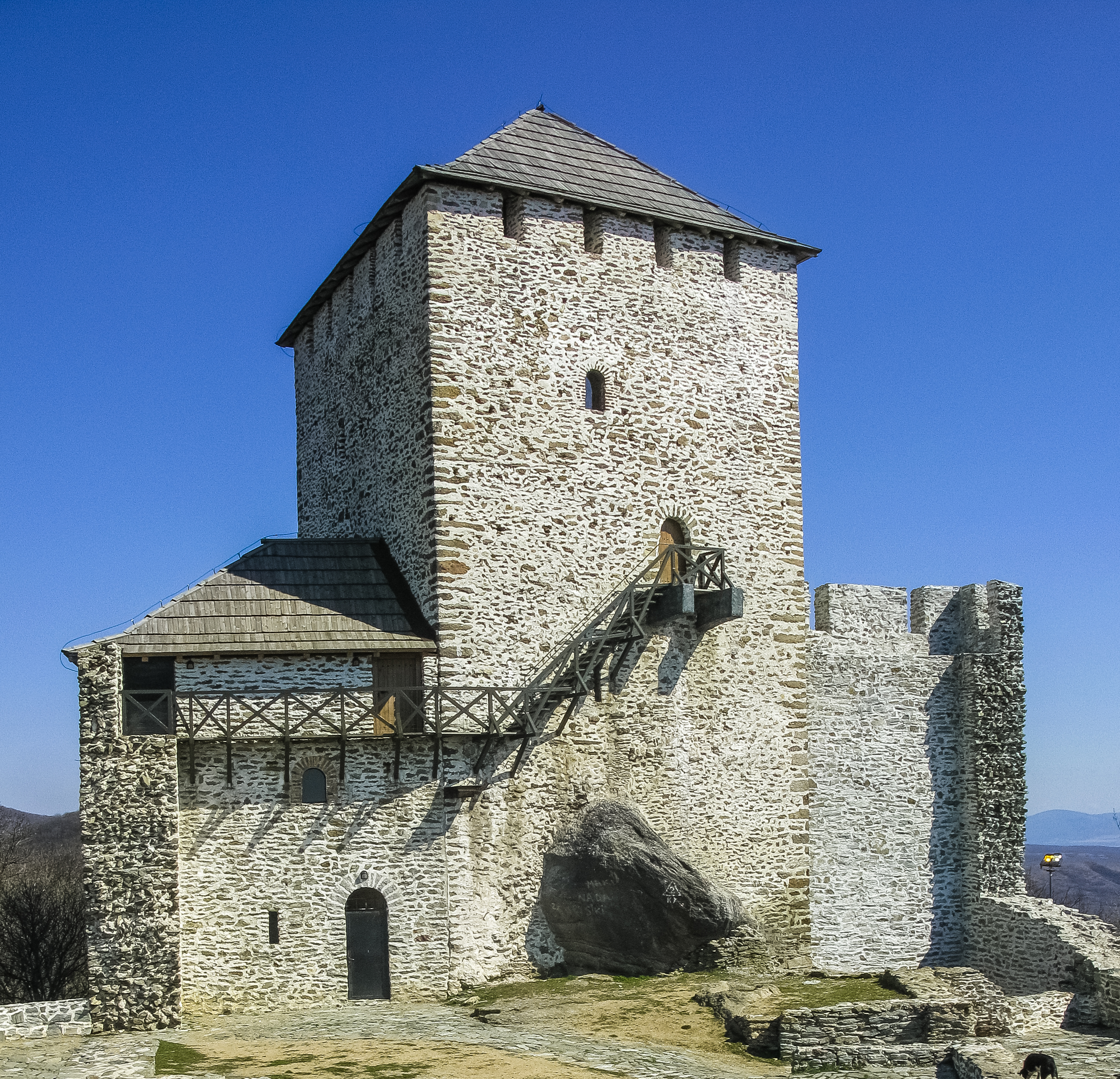
Torre de Vršac, en Serbia.

Una entrada elevada cumplía dos funciones: en primer lugar, protegía a los ocupantes del edificio y, en segundo lugar, el castellano podía invitar a los visitantes al área doméstica del castillo. En el piso inferior, a menudo con poca luz, se solían almacenar suministros, equipo y material. Las aberturas a nivel del suelo en ruinas que se pueden ver aquí y allá hoy en día fueron, en muchos casos, donde posteriormente se rompió el piso inferior, pero originalmente no estaban allí.
En los bergfriede y las iglesias rurales, la entrada elevada ofrecía protección contra los atacantes. Al mismo tiempo, la dificultad del acceso también era una desventaja, pues cualquier defensa contraofensiva del castillo se hacía más problemática. Desde una entrada elevada, solo era posible disparar contra los atacantes mientras huían. Sin embargo, varios investigadores ven la defensa pasiva como una de las funciones importantes de un bergfried. Según esta escuela de pensamiento, lo que se pretendía principalmente era evitar la entrada de los atacantes. Con ello se ganaba un tiempo valioso para permitir la llegada de un relevo o lograr una situación más favorable.
De vez en cuando, la entrada elevada tenía una función más simbólica que práctica. Para el arqueólogo medieval Joachim Zeune, esta forma de entrada, era una "derivación" evolutivo y podría interpretarse más como un símbolo del poder secular medieval.
También se encuentran varios tipos de entrada elevada en torres de vigía (como Luginsland) y casas torre, torreones franceses (donjon), torreones ingleses (keep) o torres del homenaje españolas. Además, varias fortificaciones de la Edad Moderna y del Barroco tienen entradas elevadas. Por ejemplo, la entrada al revellín frente al schloss del obispo Gemmingen en el Willibaldsburg, sobre Eichstätt, está varios metros por encima de la altura del foso, por razones de seguridad.
Incluso en la época de las Guerras Napoleónicas se accedía a las 164 torres Martello del Imperio Británico por entradas elevadas. Estas pequeñas aberturas a menudo estaban protegidas por verdescas defensivas encima de ellas.

## Ejemplos
- Castillo de Aggstein, Austria.
- Castillo de Caernarvon, Gales - Queen's Gate.[5]
- Monasterio de Santa Catalina, Egipto.
- Castillo de Gilling, Inglaterra[6]
- Castillo de Gulbarga, India.[7]
- Castillo de Jörgenberg, Alemania.
- Castillo de Scherenburg, Alemania
- Castillo de Splügen, Suiza

## Galería

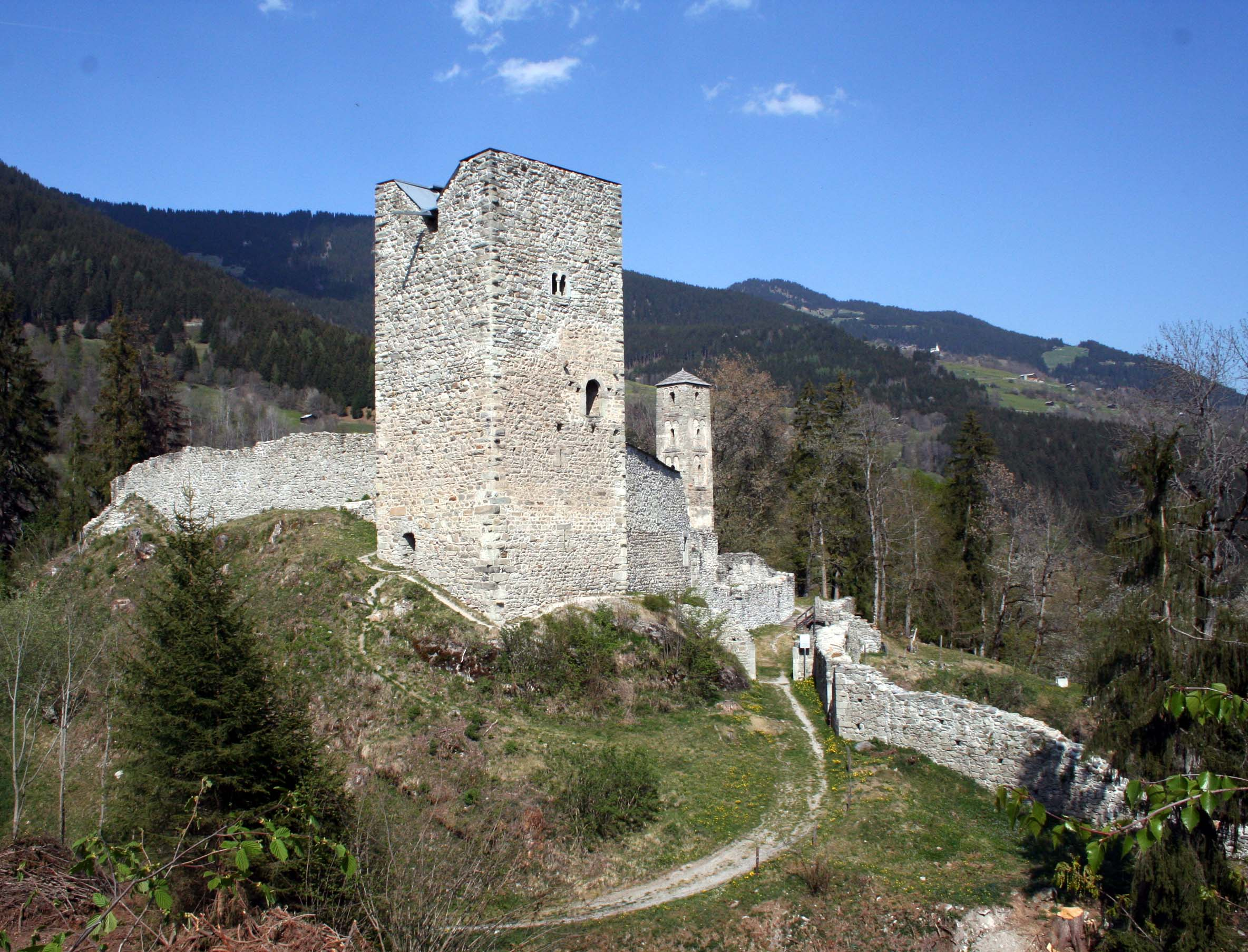
El bergfried del Castillo de Jörgenberg con su entrada elevada.
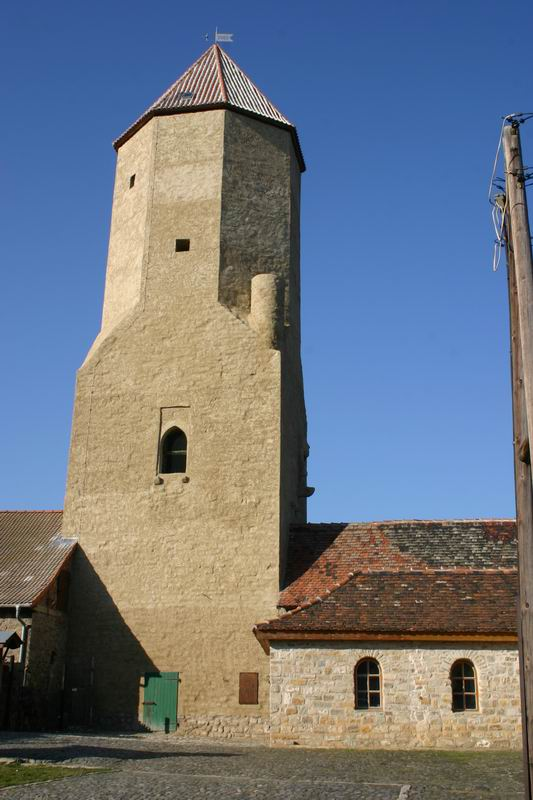
El bergfried del castillo di Freckleben: sobreviven las piedras de bisagra (Scharniersteine) y el hueco para el puente levadizo en la entrada elevada.
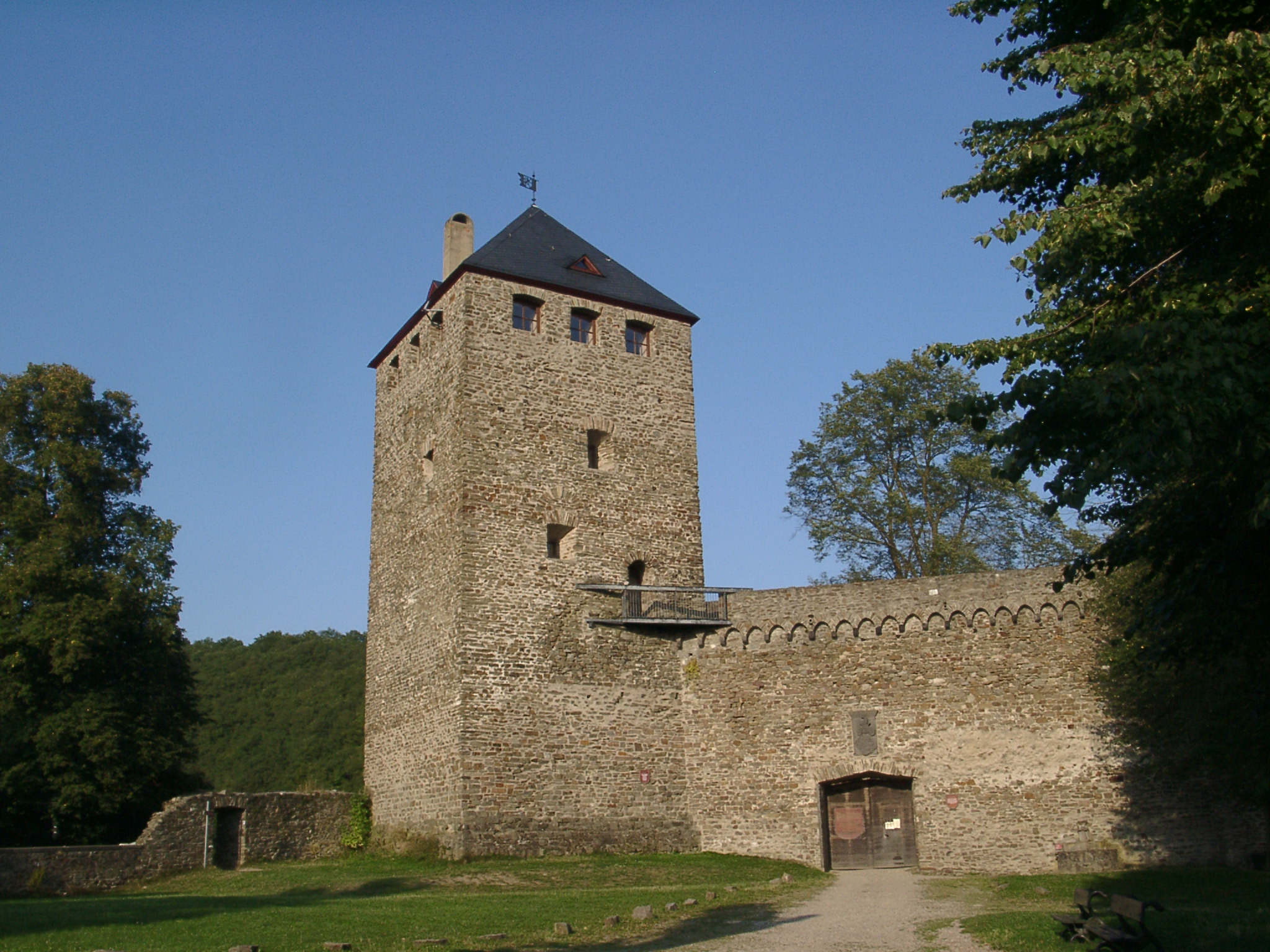
Castillo de Sayn: la entrada sobreelevada del bergfried esta unida al adarve por una pasarela.
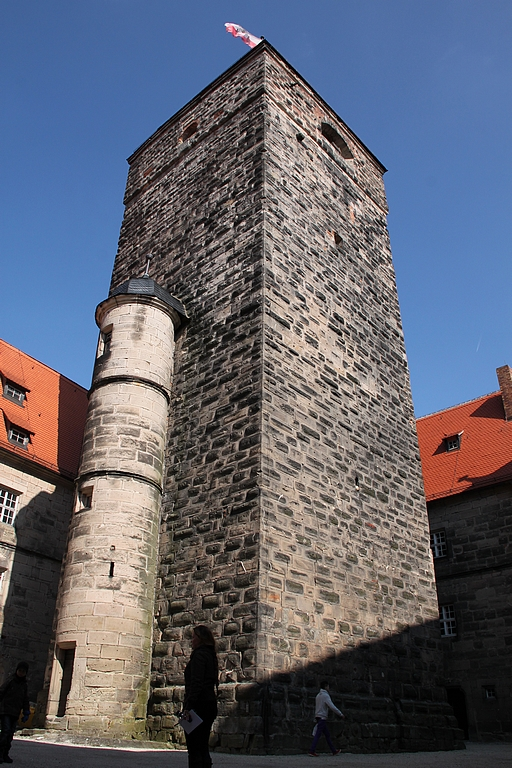
El bergfried de la fortaleza de Rosenberg del siglo XIII con una estrecha torre escalera, añadida en 1571 en su lado sur. Hasta entonces solamente existía una entrada elevada a alrededor de 12 metros del suelo.